# Gruppo libero

Grafo di Cayley del gruppo libero su due generatori, a e b.

In teoria dei gruppi, un gruppo G si dice libero se esiste un sottoinsieme S di G tale che è possibile scrivere ogni elemento di G con una parola ridotta non banale, ossia come applicazione ripetuta dell'operazione binaria associata a G a un numero finito di elementi di S e dei loro inversi in modo univoco (tralasciando le variazioni banali come st−1 = su−1ut−1). Un gruppo libero viene definito {\displaystyle F_{s}} dove i membri di S sono chiamati generatori di {\displaystyle F_{s}}, e il numero di generatori è il rango del gruppo libero.
Un concetto collegato ma distinto è quello di gruppo abeliano libero.

## Storia
Nel 1882 Walther Dyck studiò, senza dargli un nome, il concetto di gruppo libero nel suo articolo Gruppentheoretische Studien, pubblicato nei Mathematische Annalen. Il termine gruppo libero fu introdotto da Jakob Nielsen nel 1924.

## Esempi
Il gruppo (Z,+) dei numeri interi con la somma è libero; si può scegliere S = {1}. Un gruppo libero con due generatori è usato invece per il paradosso di Banach-Tarski.
In topologia algebrica il gruppo fondamentale di un bouquet di k circonferenze (cioè di k circonferenze unite per un punto) è un gruppo libero su k elementi.

## Costruzione
Sia S un insieme. Il gruppo libero su S si indica con F(S) e può essere costruito nel modo seguente. Per ogni s ∈ S si prende il nuovo simbolo s−1 (detto inverso di s) e si dice che non appartiene ad S. Si costruisce quindi l'insieme di tutte le parole finite formate dai simboli di S o dai loro inversi. Si considerano due parole equivalenti se è possibile passare dall'una all'altra inserendo o eliminando un numero finito di simboli della forma ss−1 o s−1s. Questa è una relazione di equivalenza; il suo quoziente è F(S). L'operazione di gruppo è data dal concatenamento. La relazione di equivalenza definita è compatibile con il concatenamento, e F(S) risulta essere effettivamente un gruppo con questa operazione.
Se S è l'insieme vuoto, F(S) è il gruppo banale, che contiene solo la parola vuota.

## Proprietà universale
Un altro modo di definire i gruppi liberi, equivalente al precedente, è il seguente.
Si consideri una coppia (F, i) dove F è un gruppo e i: S → F è una funzione. Si dice che F è un gruppo libero su S rispetto ad i se per ogni gruppo G e per ogni funzione f: S → G esiste unico un omomorfismo φ: F → G tale che:
{\displaystyle \varphi (i(s))=f(s)\quad \forall s\in S}
Da questa definizione si deduce immediatamente che se (F1, i1) e (F2, i2) sono due gruppi liberi su S, allora esiste unico un isomorfismo φ: F1 → F2 tale che:
{\displaystyle \varphi (i_{1}(s))=i_{2}(s)\quad \forall s\in S}
Questa è detta proprietà universale dei prodotti liberi.
La costruzione della sezione precedente dimostra l'esistenza di un gruppo libero su S comunque sia scelto S: si può scegliere infatti F = F(S) e i come la proiezione naturale di S in F(S).
L'insieme S, identificato con la sua immagine i(S), è detto base di F(S). Più in generale, un sottoinsieme S di un gruppo libero F è detto base se F è un gruppo libero su S rispetto alla funzione identità. In generale la base di un gruppo libero non è unica.

## Sottogruppi
È stato mostrato nel 1920 da K. Reidemeister, O. Schreier e J. Nielsen che ogni sottogruppo di un gruppo libero è a sua volta libero. Questo risultato è chiamato teorema di Schreier-Nielsen.